# Legea proporțiilor definite
Legea proporțiilor definite, introdusă de chimistul francez Joseph Louis Proust, spune că:
Fiecare substanță are o compoziție constantă, indiferent de calea prin care a fost obținută.
Legea arată că toate moleculele unui compus sunt identice și toți atomii unei specii chimice au aceeași masă.

## Exemple
Exemplu: În apă, H2O, raportul dintre masa hidrogenului și masa oxigenului este 1:8. 2H2 + O2 → 2H2O. Deci pentru a se forma 9 grame de apă, avem nevoie de 1 g hidrogen și 8 g oxigen. Dacă se supun combinării mai mult de 1 g de hidrogen cu cele 8 g de oxigen, atunci cantitatea de hidrogen ce depășeste un gram va rămâne in exces.